# La Roche Carrée
La Roche Carrée, appelée aussi menhir du Chénot, est située à Médréac dans le département français d'Ille-et-Vilaine.

## Protection
L'édifice est classé au titre des monuments historiques en 1929.

## Description
Ce menhir en quartzite est de forme pyramidale avec une base quadrangulaire. La pierre a été taillée. Sa hauteur est de 4,40 m pour une largeur et une épaisseur au sol de respectivement 2,10 m et 2,05 m. À l'origine, la hauteur du menhir atteignait 5 m, un remblaiement étant intervenu entre-temps.
Dans son Inventaire mégalithique d'Ille-et-Vilaine, Paul Bézier mentionne l'existence au pied du menhir côté sud-est d'une pierre à rigoles, elle-même en quartzite, de forme rectangulaire (1,80 m par 1,20 m). Selon L. Collin, ce bassin avait disparu dès les années 1930 mais il se pourrait qu'il ait été enfoui sous terre lors de la surélévation du sol environnant.
Le menhir est situé à proximité des alignements de Lampouy situés sur la même commune et du menhir de La Pierre Longue situé sur la commune limitrophe de Guitté.